# Okres
Okres je češki i slovački termin za stupanj upravne podjele naselja u Češkoj i Slovačkoj. Odgovara hrvatskom okrugu, a može se usporediti i ruskim okrestnost ili poljskim powiat.
Ustrojstveno, okres je veći od obeca, termina za općinu, a manji od kraya (kraja), koji u Češkoj i Slovačkoj ima ulogu regija ili županija.
Istovrjednici za okres su:
- Powiat 
  -  Poljska
- Okrug 
  -  Bugarska
  -  Rusija
  -  Srbija
- Okruha
  -  Ukrajinska SSR